# Nyholmita
La nyholmita és un mineral de la classe dels fosfats, que pertany al grup de la hureaulita. Rep el nom en honor de Sir Ronald Sydney Nyholm (Broken Hill, Nova Gal·les del Sud, 1917-1971), president i professor de química a la University College de Londres entre els anys 1955 i 1971.

## Característiques
La nyholmita és un arsenat de fórmula química Cd₃Zn₂(AsO₃OH)₂(AsO₄)₂(H₂O)₄. Va ser aprovada com a espècie vàlida per l'Associació Mineralògica Internacional l'any 2008, i la primera publicació data del 2009. Cristal·litza en el sistema monoclínic. La seva duresa a l'escala de Mohs es troba entre 3 i 3,5.
Segons la classificació de Nickel-Strunz, la nyholmita pertany a «08.CB - Fosfats sense anions addicionals, amb H₂O, només amb cations de mida mitjana, RO₄:H₂O = 1:1» juntament amb els següents minerals: serrabrancaïta, hureaulita, sainfeldita, vil·lyael·lenita, miguelromeroïta, fluckita, krautita, cobaltkoritnigita, koritnigita, yvonita, geminita, schubnelita, radovanita, kazakhstanita, kolovratita, irhtemita i burgessita.

## Formació i jaciments
Va ser descoberta a la mina Block 14, situada a Broken Hill, dins el comtat de Yancowinna (Nova Gal·les del Sud, Austràlia). També ha estat descrita a la mina Sa Menga, a Fluminimaggiore (Sardenya, Itàlia). Aquests dos indrets són els únics de tot el planeta on ha estat descrita aquesta espècie mineral.